# Смилово
 Тази статия е за квартала на град Сандански, България.  За селото в Северна Македония вижте Смилево.  
Смилово е бивше село в Югозападна България, присъединено като квартал към Сандански.

## География
Смилово е разположен в северната част на града.

## Религия
В квартала се намира православният манастир „Св. св. Козма и Дамян“.

## История
В регистър на войнуците от ливата Кюстендил, съставен през 1486-1490 година от село Исмилова са регистрирани двама войнуци и осем ямаци.
В XIX век Смилово е предимно българско село, числящо се към Мелнишката каза на Османската империя. В „Етнография на вилаетите Адрианопол, Монастир и Салоника“, издадена в Константинопол в 1878 година и отразяваща статистиката на населението от 1873 година Смилево (Smilévo) е посочено като село с 9 домакинства и 35 жители българи.
Към 1900 година според статистиката на Васил Кънчов („Македония. Етнография и статистика“) в Смилево живеят 180 души, от които 150 българи-християни и 30 цигани.